# Pandemia di COVID-19 in Islanda
La pandemia di COVID-19 in Islanda ha avuto le sue prime manifestazioni epidemiche il 28 febbraio 2020.
Con una popolazione totale di 368.590 abitanti (a fine 2020), il tasso di contagio è di circa 1 caso ogni 61 abitanti; è stato uno dei più alti al mondo a marzo e aprile 2020, ma ciò è stato attribuito al'altissimo numero di test diagnostici pro capite effettuati in Islanda, incluso uno screening della popolazione generale gestito dalla società di biotecnologia islandese deCODE genetics per determinare la reale diffusione del virus nella comunità. L'Islanda è unica in quanto per ogni caso identificato della COVID-19 viene sequenziato il genoma del virus che ha causato l'infezione; il sequenziamento è effettuato dalla deCODE genetics, che ha potuto confermare che nel Paese è presente la cosiddetta "variante britannica" B.1.1.7, mentre la "variante brasiliana" B.1.1.248 e "sudafricana" variante "B.1.351 non lo sono.
Il 5 maggio 2023, l'Organizzazione mondiale della sanità dichiara ufficialmente la fine della pandemia.

## Cronologia
| Origine della diffusione della pandemia in Islanda | Origine della diffusione della pandemia in Islanda | Origine della diffusione della pandemia in Islanda |
| -------------------------------------------------- | -------------------------------------------------- | -------------------------------------------------- |
| Importati                                          | Italia                                             | 42                                                 |
| Importati                                          | Austria                                            | 39                                                 |
| Importati                                          | Svizzera                                           | 9                                                  |
| Importati                                          | Stati Uniti                                        | 6                                                  |
| Importati                                          | Regno Unito                                        | 2                                                  |
| Importati                                          | Danimarca                                          | 1                                                  |
| Importati                                          | Asia                                               | 1                                                  |
| Importati                                          | Sconosciuti                                        | 243                                                |
| Importati                                          | Totale importati                                   | 343                                                |
| Casi interni                                       | Casi interni                                       | 1 460                                              |
| In verifica                                        | In verifica                                        | 2                                                  |
| Totale                                             | Totale                                             | 1 805                                              |
| Aggiornato al 21 maggio 2020                       |                                                    |                                                    |

### Febbraio
Il 28 febbraio 2020 l'Islanda conferma il primo caso di infezione da COVID-19: un uomo islandese sulla quarantina recentemente tornato da una vacanza sulla neve ad Andalo nel Nord Italia che fece ritorno in Islanda il 22 febbraio. Non appena mostrati i primi sintomi, il paziente è stato messo in quarantena nell'ospedale di Landspítali a Reykjavík. In seguito, la Commissione Nazionale della polizia islandese ha dichiarato lo stato di allerta

### Marzo
Il 1º marzo 2020 vengono confermati il secondo ed il terzo caso: un uomo islandese sulla cinquantina che aveva fatto ritorno a casa dopo un soggiorno a Verona ed una donna islandese sulla cinquantina che era recentemente stata in Italia facendo scalo a Monaco nel viaggio di ritorno.
Il 2 marzo 2020 si aggiungono alla lista ulteriori sei casi, portando il totale a nove: cinque uomini e quattro donne. Fino a questo momento tutti i casi diagnosticati erano circoscritti alla zona di Reykjavík. Di questi nove, cinque risultavano aver avuto origine in Italia. Date le circostanze, dal 2 marzo l'Ufficio della Sanità islandese ha dichiarato l'Italia come zona a rischio, richiedendo a tutti coloro che da quel momento facessero ritorno dall'Italia di porsi in quarantena domiciliare di 14 giorni. Il nono caso risulta invece essere quello di un islandese avente fatto ritorno in patria il 1º marzo dall'Austria. Dopo che molti casi di infezioni furono ricollegati alla zona austriaca di Ischgl, l'Ufficio della Sanità islandese aggiunge anche questa località come zona a rischio. Le autorità dello Stato austriaco del Tirolo hanno, in seguito, asserito al fatto che il paziente risultato positivo poiché di ritorno dalla zona di Ischgl ha contratto la malattia probabilmente durante il volo di ritorno da Monaco. Nonostante tali dichiarazioni, le autorità della Sanità islandese lo ritengono "molto improbabile" in quanto il gruppo di infetti provenienti dalla zona austriaca ha mostrato sintomi immediatamente dopo il volo.
Il 3 marzo, su un rapporto stampa ufficiale, viene annunciata l'introduzione di sanzioni per coloro che violavano la quarantena, come reclusione fino a tre mesi con accuse di "contagio intenzionale di virus".
Il 5 marzo circa 400 persone si trovano in quarantena domestica e su circa 330 individui sono stati effettuati i tamponi ma ancora non era stato identificato alcun caso di trasmissione tra la comunità islandese. Tra gli individui sottoposti a tampone, circa 35 sono risultati positivi alla COVID-19 e le autorità di competenza vengono avvertite riguardo al possibile innalzamento vertiginoso nei giorni a venire, in quanto i risultati dei tamponi sarebbero stati disponibili solo nei giorni successivi.
Il 6 marzo il numero di infetti si incrementa di dieci, facendo salire il totale a 45 individui risultati positivi. 
Il dipartimento della Protezione Civile e di gestione delle Emergenze islandese ha dichiarato una fase di soccorso della protezione civile stessa nel momento in cui veniva ufficialmente dichiarata la trasmissione di COVID-19 nella comunità islandese.
Il 7 marzo vennero confermati altri 5 casi: tre casi di trasmissione locale e i restanti due dalle suddette zone definite ad alto rischio. Tutti i sette casi di trasmissione locale rimanevano circoscritti alla zona di Reykyavík. Al 7 marzo erano stati effettuati un totale di 484 tamponi.
L'8 marzo il totale sale a 58 individui positivi, dei quali dieci casi dovuti a trasmissione locale. Tre dei nuovi casi identificati l'8 marzo erano cittadini islandesi ritornati il 7 marzo a bordo di un volo speciale da Verona. I passeggeri a bordo di quel volo erano tutti cittadini islandesi che avevano soggiornato in zone ad alto rischio e, al loro arrivo all'aeroporto Internazionale di Keflavík (Reykjavík), sono state prese misure speciali per garantire il loro isolamento rispetto ad altri cittadini nell'aeroporto.
Il 9 marzo altri due passeggeri del volo da Verona del 7 marzo sono risultati positivi alla COVID-19. Vengono identificati anche altri tre casi di trasmissione locale e due casi di islandese che avevano fatto ritorno dalle Alpi, portando il totale a 65 casi. Al 10 marzo nessun individuo infetto risultava in condizioni gravi da richiedere l'ospedalizzazione.
L'11 marzo viene ricoverato in ospedale il primo paziente a causa delle condizioni gravi in cui versava, divenendo il primo paziente islandese a sviluppare sintomi che non fossero lievi. Il numero dei totali positivi è salito a 90 e 700 vennero messe in quarantena domiciliare. Il 13 marzo, tramite una conferenza stampa, viene annunciata la chiusura delle università e di tutte le scuole secondarie a partire dal 16 marzo, così come il divieto di assembramenti che eccedano le 100 persone.
Il 15 marzo altri tre pazienti sono stati portati in ospedale, di cui uno in terapia intensiva. Viene anche annunciato che un ambulatorio nella zona di Mosfellsbær nella capitale è stato chiuso a seguito della confermata positività di una impiegata della struttura. Sono stati confermati 171 casi di positività, la maggioranza delle quali è collegata alle zone sciistiche delle Alpi. Il capo epidemiologo Þórólfur Guðnason ha dichiara che la metà dei positivi si erano già messi in auto-quarantena, sia perché di ritorno da viaggi all'estero sia perché entrati in contatto con individui infetti), suggerendo che le misure della quarantena fiduciaria attuate fino ad ora sono state efficaci. Al 15 marzo circa 2500 persone hanno optato per l'auto-isolamento, con un numero sempre crescente giorno per giorno.
Il 17 marzo viene rilasciata la notizia del primo morto nel Paese: si tratta di un cittadino australiano di circa 40 anni che stava viaggiando in Islanda con la moglie. Dopo aver richiesto assistenza clinica, è morto poco dopo il suo arrivo all'ambulatorio di Húsavík. I sintomi da lui mostrati sono risultati atipici e le sue condizioni si sono aggravate molto velocemente. Il 19 marzo, sotto autorizzazione della famiglia, viene dichiarato che è stato colpito da polmonite e che il contagio da COVID-19 è stata la probabile causa della sua morte.
Il 23 marzo una donna islandese sui 70 anni viene dichiarata deceduta a causa della COVID-19, dopo aver combattuto una battaglia durata una settimana.

### Aprile
Due pazienti, un uomo ed una donna di circa 70 anni, sono morti all'Ospedale di Landspítali il 1 aprile. L'uomo, 75 anni, era il marito della donna deceduta a causa del COVID-19 il 23 marzo. Lo stesso giorno viene sviluppata e pubblicata una applicazione mobile per tracciare i contagiati.
A seguito di vari test effettuati da Google e Apple, al 3 aprile, l'app aveva registrato circa 75.000 download.
Altri due decessi vennero riscontrati il 5 aprile, portando il totale a 6. Uno dei due era il 67enne Sigurður Sverrisson, noto giocatore di bridge in Islanda, mentre l'altro era un uomo di 82 anni.
Il 5 aprile, l'Islanda ha registrato anche il maggior numero di casi attivi durante l'epidemia, 1.096;  da allora, i guariti al giorno sono stati più dei nuovi casi.
Altre due persone sono morte a causa del virus l'11 aprile, portando a 8 le morti totali nel paese.
Un nono paziente, sessantenne, morì all'ospedale di Landspítali il 16 aprile. Un decimo, una donna di circa ottant'anni, è morta nella casa di cura Berg a Bolungarvík, nei fiordi occidentali, il 19 aprile.

## Andamento dei contagi
| Data                                                  | Data       |  | Numero di casi | Numero di morti |
| ----------------------------------------------------- | ---------- |  | -------------- | --------------- |
| 28-02-2020                                            | 28-02-2020 |  | 1(N.D.)        |                 |
| 29-02-2020                                            | 29-02-2020 |  | 1(=)           |                 |
| 01-03-2020                                            | 01-03-2020 |  | 3(+200%)       |                 |
| 02-03-2020                                            | 02-03-2020 |  | 9(+200%)       |                 |
| 03-03-2020                                            | 03-03-2020 |  | 16(+78%)       |                 |
| 04-03-2020                                            | 04-03-2020 |  | 26(+62%)       |                 |
| 05-03-2020                                            | 05-03-2020 |  | 37(+42%)       |                 |
| 06-03-2020                                            | 06-03-2020 |  | 45(+22%)       |                 |
| 07-03-2020                                            | 07-03-2020 |  | 50(+11%)       |                 |
| 08-03-2020                                            | 08-03-2020 |  | 58(+16%)       |                 |
| 09-03-2020                                            | 09-03-2020 |  | 65(+12%)       |                 |
| 10-03-2020                                            | 10-03-2020 |  | 81(+25%)       |                 |
| 11-03-2020                                            | 11-03-2020 |  | 90(+11%)       |                 |
| 12-03-2020                                            | 12-03-2020 |  | 117(+30%)      |                 |
| 13-03-2020                                            | 13-03-2020 |  | 138(+18%)      |                 |
| 14-03-2020                                            | 14-03-2020 |  | 161(+17%)      |                 |
| 15-03-2020                                            | 15-03-2020 |  | 180(+12%)      |                 |
| 16-03-2020                                            | 16-03-2020 |  | 199(+11%)      |                 |
| 17-03-2020                                            | 17-03-2020 |  | 247(+24%)      | 1(N.D.)         |
| 18-03-2020                                            | 18-03-2020 |  | 330(+34%)      | 1(=)            |
| 19-03-2020                                            | 19-03-2020 |  | 409(+24%)      | 1(=)            |
| 20-03-2020                                            | 20-03-2020 |  | 473(+16%)      | 1(=)            |
| 21-03-2020                                            | 21-03-2020 |  | 568(+20%)      | 1(=)            |
| 22-03-2020                                            | 22-03-2020 |  | 588(+3,5%)     | 1(=)            |
| 23-03-2020                                            | 23-03-2020 |  | 648(+10%)      | 2(+100%)        |
| 24-03-2020                                            | 24-03-2020 |  | 737(+14%)      | 2(=)            |
| 25-03-2020                                            | 25-03-2020 |  | 802(+8,8%)     | 2(=)            |
| 26-03-2020                                            | 26-03-2020 |  | 890(+11%)      | 2(=)            |
| 27-03-2020                                            | 27-03-2020 |  | 963(+8,2%)     | 2(=)            |
| 28-03-2020                                            | 28-03-2020 |  | 1 020(+5,9%)   | 2(=)            |
| 29-03-2020                                            | 29-03-2020 |  | 1 086(+6,5%)   | 2(=)            |
| 30-03-2020                                            | 30-03-2020 |  | 1 135(+4,5%)   | 2(=)            |
| 31-03-2020                                            | 31-03-2020 |  | 1 220(+7,5%)   | 2(=)            |
| 01-04-2020                                            | 01-04-2020 |  | 1 319(+8,1%)   | 4(+100%)        |
| 02-04-2020                                            | 02-04-2020 |  | 1 364(+3,4%)   | 4(=)            |
| 03-04-2020                                            | 03-04-2020 |  | 1 417(+3,9%)   | 4(=)            |
| 04-04-2020                                            | 04-04-2020 |  | 1 486(+4,9%)   | 4(=)            |
| 05-04-2020                                            | 05-04-2020 |  | 1 562(+5,1%)   | 6(+50%)         |
| 06-04-2020                                            | 06-04-2020 |  | 1 586(+1,5%)   | 6(=)            |
| 07-04-2020                                            | 07-04-2020 |  | 1 616(+1,9%)   | 6(=)            |
| 08-04-2020                                            | 08-04-2020 |  | 1 648(+2%)     | 6(=)            |
| 09-04-2020                                            | 09-04-2020 |  | 1 675(+1,6%)   | 7(+17%)         |
| 10-04-2020                                            | 10-04-2020 |  | 1 689(+0,84%)  | 8(+14%)         |
| 11-04-2020                                            | 11-04-2020 |  | 1 701(+0,71%)  | 8(=)            |
| 12-04-2020                                            | 12-04-2020 |  | 1 711(+0,59%)  | 8(=)            |
| 13-04-2020                                            | 13-04-2020 |  | 1 720(+0,53%)  | 8(=)            |
| 14-04-2020                                            | 14-04-2020 |  | 1 727(+0,41%)  | 8(=)            |
| 15-04-2020                                            | 15-04-2020 |  | 1 739(+0,69%)  | 8(=)            |
| 16-04-2020                                            | 16-04-2020 |  | 1 754(+0,86%)  | 9(+12%)         |
| 17-04-2020                                            | 17-04-2020 |  | 1 760(+0,34%)  | 9(=)            |
| 18-04-2020                                            | 18-04-2020 |  | 1 771(+0,62%)  | 9(=)            |
| 19-04-2020                                            | 19-04-2020 |  | 1 773(+0,11%)  | 10(+11%)        |
| 20-04-2020                                            | 20-04-2020 |  | 1 778(+0,28%)  | 10(=)           |
| 21-04-2020                                            | 21-04-2020 |  | 1 785(+0,39%)  | 10(=)           |
| 22-04-2020                                            | 22-04-2020 |  | 1 789(+0,22%)  | 10(=)           |
| 23-04-2020                                            | 23-04-2020 |  | 1 789(=)       | 10(=)           |
| 24-04-2020                                            | 24-04-2020 |  | 1 790(+0,06%)  | 10(=)           |
| 25-04-2020                                            | 25-04-2020 |  | 1 792(+0,11%)  | 10(=)           |
| 26-04-2020                                            | 26-04-2020 |  | 1 792(=)       | 10(=)           |
| 27-04-2020                                            | 27-04-2020 |  | 1 795(+0,17%)  | 10(=)           |
| 28-04-2020                                            | 28-04-2020 |  | 1 797(+0,11%)  | 10(=)           |
| 29-04-2020                                            | 29-04-2020 |  | 1 797(=)       | 10(=)           |
| 30-04-2020                                            | 30-04-2020 |  | 1 798(+0,06%)  | 10(=)           |
| 01-05-2020                                            | 01-05-2020 |  | 1 798(=)       | 10(=)           |
| 02-05-2020                                            | 02-05-2020 |  | 1 799(+0,06%)  | 10(=)           |
| 03-05-2020                                            | 03-05-2020 |  | 1 799(=)       | 10(=)           |
| 04-05-2020                                            | 04-05-2020 |  | 1 799(=)       | 10(=)           |
| 05-05-2020                                            | 05-05-2020 |  | 1 799(=)       | 10(=)           |
| 06-05-2020                                            | 06-05-2020 |  | 1 801(+0,11%)  | 10(=)           |
| 07-05-2020                                            | 07-05-2020 |  | 1 801(=)       | 10(=)           |
| 08-05-2020                                            | 08-05-2020 |  | 1 801(=)       | 10(=)           |
| 09-05-2020                                            | 09-05-2020 |  | 1 801(=)       | 10(=)           |
| 10-05-2020                                            | 10-05-2020 |  | 1 801(=)       | 10(=)           |
| 11-05-2020                                            | 11-05-2020 |  | 1 801(=)       | 10(=)           |
| 12-05-2020                                            | 12-05-2020 |  | 1 802(+0,06%)  | 10(=)           |
| 13-05-2020                                            | 13-05-2020 |  | 1 802(=)       | 10(=)           |
| 14-05-2020                                            | 14-05-2020 |  | 1 802(=)       | 10(=)           |
| 15-05-2020                                            | 15-05-2020 |  | 1 802(=)       | 10(=)           |
| ⋮                                                     | ⋮          |  | 1 802(=)       | 10(=)           |
| 18-05-2020                                            | 18-05-2020 |  | 1 802(=)       | 10(=)           |
| 19-05-2020                                            | 19-05-2020 |  | 1 803(+0,06%)  | 10(=)           |
| 20-05-2020                                            | 20-05-2020 |  | 1 803(=)       | 10(=)           |
| 21-05-2020                                            | 21-05-2020 |  | 1 803(=)       | 10(=)           |
| 22-05-2020                                            | 22-05-2020 |  | 1 804(+0,06%)  | 10(=)           |
| ⋮                                                     | ⋮          |  | 1 804(=)       | 10(=)           |
| 25-05-2020                                            | 25-05-2020 |  | 1 804(=)       | 10(=)           |
| 26-05-2020                                            | 26-05-2020 |  | 1 805(+0,06%)  | 10(=)           |
| 27-05-2020                                            | 27-05-2020 |  | 1 805(=)       | 10(=)           |
| 28-05-2020                                            | 28-05-2020 |  | 1 805(=)       | 10(=)           |
| 29-05-2020                                            | 29-05-2020 |  | 1 806(+0,06%)  | 10(=)           |
| ⋮                                                     | ⋮          |  | 1 806(=)       | 10(=)           |
| 05-06-2020                                            | 05-06-2020 |  | 1 807(+0,06%)  | 10(=)           |
| ⋮                                                     | ⋮          |  | 1 807(=)       | 10(=)           |
| 10-06-2020                                            | 10-06-2020 |  | 1 807(=)       | 10(=)           |
| 11-06-2020                                            | 11-06-2020 |  | 1 807(=)       | 10(=)           |
| 12-06-2020                                            | 12-06-2020 |  | 1 808(+0,06%)  | 10(=)           |
| 13-06-2020                                            | 13-06-2020 |  | 1 810(+0,11%)  | 10(=)           |
| 14-06-2020                                            | 14-06-2020 |  | 1 810(=)       | 10(=)           |
| 15-06-2020                                            | 15-06-2020 |  | 1 812(+0,11%)  | 10(=)           |
| 16-06-2020                                            | 16-06-2020 |  | 1 815(+0,17%)  | 10(=)           |
| 17-06-2020                                            | 17-06-2020 |  | 1 816(+0,06%)  | 10(=)           |
| 18-06-2020                                            | 18-06-2020 |  | 1 819(+0,17%)  | 10(=)           |
| 19-06-2020                                            | 19-06-2020 |  | 1 822(+0,16%)  | 10(=)           |
| 20-06-2020                                            | 20-06-2020 |  | 1 823(+0,05%)  | 10(=)           |
| 21-06-2020                                            | 21-06-2020 |  | 1 823(=)       | 10(=)           |
| 22-06-2020                                            | 22-06-2020 |  | 1 824(+0,05%)  | 10(=)           |
| 23-06-2020                                            | 23-06-2020 |  | 1 827(+0,16%)  | 10(=)           |
| 24-06-2020                                            | 24-06-2020 |  | 1 830(+0,16%)  | 10(=)           |
| 25-06-2020                                            | 25-06-2020 |  | 1 832(+0,11%)  | 10(=)           |
| 26-06-2020                                            | 26-06-2020 |  | 1 836(+0,22%)  | 10(=)           |
| 27-06-2020                                            | 27-06-2020 |  | 1 838(+0,11%)  | 10(=)           |
| 28-06-2020                                            | 28-06-2020 |  | 1 840(+0,11%)  | 10(=)           |
| 29-06-2020                                            | 29-06-2020 |  | 1 842(+0,11%)  | 10(=)           |
| 30-06-2020                                            | 30-06-2020 |  | 1 847(+0,27%)  | 10(=)           |
| 01-07-2020                                            | 01-07-2020 |  | 1 850(+0,16%)  | 10(=)           |
| 02-07-2020                                            | 02-07-2020 |  | 1 855(+0,27%)  | 10(=)           |
| 03-07-2020                                            | 03-07-2020 |  | 1 860(+0,27%)  | 10(=)           |
| 04-07-2020                                            | 04-07-2020 |  | 1 863(+0,16%)  | 10(=)           |
| 05-07-2020                                            | 05-07-2020 |  | 1 866(+0,16%)  | 10(=)           |
| 06-07-2020                                            | 06-07-2020 |  | 1 873(+0,38%)  | 10(=)           |
| 07-07-2020                                            | 07-07-2020 |  | 1 880(+0,37%)  | 10(=)           |
| 08-07-2020                                            | 08-07-2020 |  | 1 882(+0,11%)  | 10(=)           |
| 09-07-2020                                            | 09-07-2020 |  | 1 886(+0,21%)  | 10(=)           |
| 10-07-2020                                            | 10-07-2020 |  | 1 888(+0,11%)  | 10(=)           |
| 11-07-2020                                            | 11-07-2020 |  | 1 896(+0,42%)  | 10(=)           |
| 12-07-2020                                            | 12-07-2020 |  | 1 900(+0,21%)  | 10(=)           |
| 13-07-2020                                            | 13-07-2020 |  | 1 905(+0,26%)  | 10(=)           |
| 14-07-2020                                            | 14-07-2020 |  | 1 911(+0,31%)  | 10(=)           |
| 15-07-2020                                            | 15-07-2020 |  | 1 914(+0,16%)  | 10(=)           |
| 16-07-2020                                            | 16-07-2020 |  | 1 916(+0,1%)   | 10(=)           |
| 17-07-2020                                            | 17-07-2020 |  | 1 922(+0,31%)  | 10(=)           |
| 18-07-2020                                            | 18-07-2020 |  | 1 930(+0,42%)  | 10(=)           |
| 19-07-2020                                            | 19-07-2020 |  | 1 839(−4,7%)   | 10(=)           |
| 20-07-2020                                            | 20-07-2020 |  | 1 839(=)       | 10(=)           |
| 21-07-2020                                            | 21-07-2020 |  | 1 840(+0,05%)  | 10(=)           |
| 22-07-2020                                            | 22-07-2020 |  | 1 841(+0,05%)  | 10(=)           |
| 23-07-2020                                            | 23-07-2020 |  | 1 843(+0,11%)  | 10(=)           |
| 24-07-2020                                            | 24-07-2020 |  | 1 844(+0,05%)  | 10(=)           |
| 25-07-2020                                            | 25-07-2020 |  | 1 847(+0,16%)  | 10(=)           |
| 26-07-2020                                            | 26-07-2020 |  | 1 854(+0,38%)  | 10(=)           |
| 27-07-2020                                            | 27-07-2020 |  | 1 857(+0,16%)  | 10(=)           |
| 28-07-2020                                            | 28-07-2020 |  | 1 861(+0,22%)  | 10(=)           |
| 29-07-2020                                            | 29-07-2020 |  | 1 872(+0,59%)  | 10(=)           |
| 30-07-2020                                            | 30-07-2020 |  | 1 885(+0,69%)  | 10(=)           |
| 31-07-2020                                            | 31-07-2020 |  | 1 893(+0,42%)  | 10(=)           |
| 01-08-2020                                            | 01-08-2020 |  | 1 907(+0,74%)  | 10(=)           |
| 02-08-2020                                            | 02-08-2020 |  | 1 915(+0,42%)  | 10(=)           |
| 03-08-2020                                            | 03-08-2020 |  | 1 918(+0,16%)  | 10(=)           |
| 04-08-2020                                            | 04-08-2020 |  | 1 926(+0,42%)  | 10(=)           |
| 05-08-2020                                            | 05-08-2020 |  | 1 932(+0,31%)  | 10(=)           |
| 06-08-2020                                            | 06-08-2020 |  | 1 952(+1%)     | 10(=)           |
| 07-08-2020                                            | 07-08-2020 |  | 1 955(+0,15%)  | 10(=)           |
| 08-08-2020                                            | 08-08-2020 |  | 1 958(+0,15%)  | 10(=)           |
| 09-08-2020                                            | 09-08-2020 |  | 1 962(+0,2%)   | 10(=)           |
| 10-08-2020                                            | 10-08-2020 |  | 1 968(+0,31%)  | 10(=)           |
| 11-08-2020                                            | 11-08-2020 |  | 1 972(+0,2%)   | 10(=)           |
| 12-08-2020                                            | 12-08-2020 |  | 1 978(+0,3%)   | 10(=)           |
| 13-08-2020                                            | 13-08-2020 |  | 1 983(+0,25%)  | 10(=)           |
| 14-08-2020                                            | 14-08-2020 |  | 1 999(+0,81%)  | 10(=)           |
| 15-08-2020                                            | 15-08-2020 |  | 2 011(+0,6%)   | 10(=)           |
| 16-08-2020                                            | 16-08-2020 |  | 2 014(+0,15%)  | 10(=)           |
| 17-08-2020                                            | 17-08-2020 |  | 2 027(+0,65%)  | 10(=)           |
| 18-08-2020                                            | 18-08-2020 |  | 2 035(+0,39%)  | 10(=)           |
| 19-08-2020                                            | 19-08-2020 |  | 2 040(+0,25%)  | 10(=)           |
| 20-08-2020                                            | 20-08-2020 |  | 2 050(+0,49%)  | 10(=)           |
| 21-08-2020                                            | 21-08-2020 |  | 2 058(+0,39%)  | 10(=)           |
| 22-08-2020                                            | 22-08-2020 |  | 2 064(+0,29%)  | 10(=)           |
| 23-08-2020                                            | 23-08-2020 |  | 2 073(+0,44%)  | 10(=)           |
| 24-08-2020                                            | 24-08-2020 |  | 2 077(+0,19%)  | 10(=)           |
| 25-08-2020                                            | 25-08-2020 |  | 2 082(+0,24%)  | 10(=)           |
| 26-08-2020                                            | 26-08-2020 |  | 2 087(+0,24%)  | 10(=)           |
| 27-08-2020                                            | 27-08-2020 |  | 2 092(+0,24%)  | 10(=)           |
| 28-08-2020                                            | 28-08-2020 |  | 2 100(+0,38%)  | 10(=)           |
| 29-08-2020                                            | 29-08-2020 |  | 2 105(+0,24%)  | 10(=)           |
| 30-08-2020                                            | 30-08-2020 |  | 2 107(+0,1%)   | 10(=)           |
| 31-08-2020                                            | 31-08-2020 |  | 2 116(+0,43%)  | 10(=)           |
| 01-09-2020                                            | 01-09-2020 |  | 2 121(+0,24%)  | 10(=)           |
| 02-09-2020                                            | 02-09-2020 |  | 2 128(+0,33%)  | 10(=)           |
| 03-09-2020                                            | 03-09-2020 |  | 2 135(+0,33%)  | 10(=)           |
| 04-09-2020                                            | 04-09-2020 |  | 2 136(+0,05%)  | 10(=)           |
| 05-09-2020                                            | 05-09-2020 |  | 2 141(+0,23%)  | 10(=)           |
| 06-09-2020                                            | 06-09-2020 |  | 2 143(+0,09%)  | 10(=)           |
| 07-09-2020                                            | 07-09-2020 |  | 2 150(+0,33%)  | 10(=)           |
| 08-09-2020                                            | 08-09-2020 |  | 2 153(+0,14%)  | 10(=)           |
| 09-09-2020                                            | 09-09-2020 |  | 2 157(+0,19%)  | 10(=)           |
| 10-09-2020                                            | 10-09-2020 |  | 2 161(+0,19%)  | 10(=)           |
| 11-09-2020                                            | 11-09-2020 |  | 2 162(+0,05%)  | 10(=)           |
| 12-09-2020                                            | 12-09-2020 |  | 2 165(+0,14%)  | 10(=)           |
| 13-09-2020                                            | 13-09-2020 |  | 2 168(+0,14%)  | 10(=)           |
| 14-09-2020                                            | 14-09-2020 |  | 2 174(+0,28%)  | 10(=)           |
| 15-09-2020                                            | 15-09-2020 |  | 2 189(+0,69%)  | 10(=)           |
| 16-09-2020                                            | 16-09-2020 |  | 2 206(+0,78%)  | 10(=)           |
| 17-09-2020                                            | 17-09-2020 |  | 2 230(+1,1%)   | 10(=)           |
| 18-09-2020                                            | 18-09-2020 |  | 2 307(+3,5%)   | 10(=)           |
| 19-09-2020                                            | 19-09-2020 |  | 2 346(+1,7%)   | 10(=)           |
| 20-09-2020                                            | 20-09-2020 |  | 2 377(+1,3%)   | 10(=)           |
| 21-09-2020                                            | 21-09-2020 |  | 2 419(+1,8%)   | 10(=)           |
| 22-09-2020                                            | 22-09-2020 |  | 2 476(+2,4%)   | 10(=)           |
| 23-09-2020                                            | 23-09-2020 |  | 2 512(+1,5%)   | 10(=)           |
| 24-09-2020                                            | 24-09-2020 |  | 2 561(+2%)     | 10(=)           |
| 25-09-2020                                            | 25-09-2020 |  | 2 601(+1,6%)   | 10(=)           |
| 26-09-2020                                            | 26-09-2020 |  | 2 623(+0,85%)  | 10(=)           |
| 27-09-2020                                            | 27-09-2020 |  | 2 663(+1,5%)   | 10(=)           |
| 28-09-2020                                            | 28-09-2020 |  | 2 695(+1,2%)   | 10(=)           |
| 29-09-2020                                            | 29-09-2020 |  | 2 728(+1,2%)   | 10(=)           |
| 30-09-2020                                            | 30-09-2020 |  | 2 769(+1,5%)   | 10(=)           |
| 01-10-2020                                            | 01-10-2020 |  | 2 809(+1,4%)   | 10(=)           |
| 02-10-2020                                            | 02-10-2020 |  | 2 872(+2,2%)   | 10(=)           |
| 03-10-2020                                            | 03-10-2020 |  | 2 921(+1,7%)   | 10(=)           |
| 04-10-2020                                            | 04-10-2020 |  | 2 980(+2%)     | 10(=)           |
| 05-10-2020                                            | 05-10-2020 |  | 3 081(+3,4%)   | 10(=)           |
| 06-10-2020                                            | 06-10-2020 |  | 3 172(+3%)     | 10(=)           |
| 07-10-2020                                            | 07-10-2020 |  | 3 267(+3%)     | 10(=)           |
| 08-10-2020                                            | 08-10-2020 |  | 3 373(+3,2%)   | 10(=)           |
| 09-10-2020                                            | 09-10-2020 |  | 3 460(+2,6%)   | 10(=)           |
| 10-10-2020                                            | 10-10-2020 |  | 3 526(+1,9%)   | 10(=)           |
| 11-10-2020                                            | 11-10-2020 |  | 3 582(+1,6%)   | 10(=)           |
| 12-10-2020                                            | 12-10-2020 |  | 3 668(+2,4%)   | 10(=)           |
| 13-10-2020                                            | 13-10-2020 |  | 3 757(+2,4%)   | 10(=)           |
| 14-10-2020                                            | 14-10-2020 |  | 3 837(+2,1%)   | 10(=)           |
| 15-10-2020                                            | 15-10-2020 |  | 3 929(+2,4%)   | 11(+10%)        |
| 16-10-2020                                            | 16-10-2020 |  | 3 998(+1,8%)   | 11(=)           |
| 17-10-2020                                            | 17-10-2020 |  | 4 055(+1,4%)   | 11(=)           |
| 18-10-2020                                            | 18-10-2020 |  | 4 101(+1,1%)   | 11(=)           |
| 19-10-2020                                            | 19-10-2020 |  | 4 193(+2,2%)   | 11(=)           |
| 20-10-2020                                            | 20-10-2020 |  | 4 230(+0,88%)  | 11(=)           |
| 21-10-2020                                            | 21-10-2020 |  | 4 268(+0,9%)   | 11(=)           |
| 22-10-2020                                            | 22-10-2020 |  | 4 308(+0,94%)  | 11(=)           |
| 23-10-2020                                            | 23-10-2020 |  | 4 394(+2%)     | 11(=)           |
| 24-10-2020                                            | 24-10-2020 |  | 4 448(+1,2%)   | 11(=)           |
| 25-10-2020                                            | 25-10-2020 |  | 4 504(+1,3%)   | 11(=)           |
| 26-10-2020                                            | 26-10-2020 |  | 4 574(+1,6%)   | 11(=)           |
| 27-10-2020                                            | 27-10-2020 |  | 4 671(+2,1%)   | 12(+9,1%)       |
| 28-10-2020                                            | 28-10-2020 |  | 4 719(+1%)     | 13(+8,3%)       |
| 29-10-2020                                            | 29-10-2020 |  | 4 797(+1,7%)   | 13(=)           |
| 30-10-2020                                            | 30-10-2020 |  | 4 865(+1,4%)   | 13(=)           |
| 31-10-2020                                            | 31-10-2020 |  | 4 890(+0,51%)  | 15(+15%)        |
| 01-11-2020                                            | 01-11-2020 |  | 4 931(+0,84%)  | 16(+6,7%)       |
| 02-11-2020                                            | 02-11-2020 |  | 4 957(+0,53%)  | 17(+6,2%)       |
| 03-11-2020                                            | 03-11-2020 |  | 4 989(+0,65%)  | 17(=)           |
| 04-11-2020                                            | 04-11-2020 |  | 5 017(+0,56%)  | 18(+5,9%)       |
| 05-11-2020                                            | 05-11-2020 |  | 5 039(+0,44%)  | 18(=)           |
| 06-11-2020                                            | 06-11-2020 |  | 5 063(+0,48%)  | 18(=)           |
| 07-11-2020                                            | 07-11-2020 |  | 5 078(+0,3%)   | 20(+11%)        |
| 08-11-2020                                            | 08-11-2020 |  | 5 101(+0,45%)  | 23(+15%)        |
| 09-11-2020                                            | 09-11-2020 |  | 5 114(+0,25%)  | 24(+4,3%)       |
| 10-11-2020                                            | 10-11-2020 |  | 5 142(+0,55%)  | 24(=)           |
| 11-11-2020                                            | 11-11-2020 |  | 5 160(+0,35%)  | 25(+4,2%)       |
| 12-11-2020                                            | 12-11-2020 |  | 5 170(+0,19%)  | 25(=)           |
| 13-11-2020                                            | 13-11-2020 |  | 5 186(+0,31%)  | 25(=)           |
| 14-11-2020                                            | 14-11-2020 |  | 5 189(+0,06%)  | 25(=)           |
| 15-11-2020                                            | 15-11-2020 |  | 5 205(+0,31%)  | 25(=)           |
| 16-11-2020                                            | 16-11-2020 |  | 5 215(+0,19%)  | 25(=)           |
| 17-11-2020                                            | 17-11-2020 |  | 5 226(+0,21%)  | 25(=)           |
| 18-11-2020                                            | 18-11-2020 |  | 5 231(+0,1%)   | 26(+4%)         |
| 19-11-2020                                            | 19-11-2020 |  | 5 251(+0,38%)  | 26(=)           |
| 20-11-2020                                            | 20-11-2020 |  | 5 269(+0,34%)  | 26(=)           |
| 21-11-2020                                            | 21-11-2020 |  | 5 277(+0,15%)  | 26(=)           |
| 22-11-2020                                            | 22-11-2020 |  | 5 289(+0,23%)  | 26(=)           |
| 23-11-2020                                            | 23-11-2020 |  | 5 298(+0,17%)  | 26(=)           |
| 24-11-2020                                            | 24-11-2020 |  | 5 312(+0,26%)  | 26(=)           |
| 25-11-2020                                            | 25-11-2020 |  | 5 323(+0,21%)  | 26(=)           |
| 26-11-2020                                            | 26-11-2020 |  | 5 346(+0,43%)  | 26(=)           |
| 27-11-2020                                            | 27-11-2020 |  | 5 371(+0,47%)  | 26(=)           |
| 28-11-2020                                            | 28-11-2020 |  | 5 381(+0,19%)  | 26(=)           |
| 29-11-2020                                            | 29-11-2020 |  | 5 392(+0,2%)   | 26(=)           |
| 30-11-2020                                            | 30-11-2020 |  | 5 413(+0,39%)  | 27(+3,8%)       |
| 01-12-2020                                            | 01-12-2020 |  | 5 433(+0,37%)  | 27(=)           |
| 02-12-2020                                            | 02-12-2020 |  | 5 448(+0,28%)  | 27(=)           |
| 03-12-2020                                            | 03-12-2020 |  | 5 462(+0,26%)  | 27(=)           |
| 04-12-2020                                            | 04-12-2020 |  | 5 476(+0,26%)  | 27(=)           |
| 05-12-2020                                            | 05-12-2020 |  | 5 482(+0,11%)  | 27(=)           |
| 06-12-2020                                            | 06-12-2020 |  | 5 496(+0,26%)  | 27(=)           |
| 07-12-2020                                            | 07-12-2020 |  | 5 506(+0,18%)  | 28(+3,7%)       |
| 08-12-2020                                            | 08-12-2020 |  | 5 516(+0,18%)  | 28(=)           |
| 09-12-2020                                            | 09-12-2020 |  | 5 524(+0,15%)  | 28(=)           |
| 10-12-2020                                            | 10-12-2020 |  | 5 539(+0,27%)  | 28(=)           |
| 11-12-2020                                            | 11-12-2020 |  | 5 552(+0,23%)  | 28(=)           |
| 12-12-2020                                            | 12-12-2020 |  | 5 557(+0,09%)  | 28(=)           |
| 13-12-2020                                            | 13-12-2020 |  | 5 564(+0,13%)  | 28(=)           |
| 14-12-2020                                            | 14-12-2020 |  | 5 571(+0,13%)  | 28(=)           |
| 15-12-2020                                            | 15-12-2020 |  | 5 578(+0,13%)  | 28(=)           |
| 16-12-2020                                            | 16-12-2020 |  | 5 588(+0,18%)  | 28(=)           |
| 17-12-2020                                            | 17-12-2020 |  | 5 604(+0,29%)  | 28(=)           |
| 18-12-2020                                            | 18-12-2020 |  | 5 621(+0,3%)   | 28(=)           |
| 19-12-2020                                            | 19-12-2020 |  | 5 642(+0,37%)  | 28(=)           |
| 20-12-2020                                            | 20-12-2020 |  | 5 656(+0,25%)  | 28(=)           |
| 21-12-2020                                            | 21-12-2020 |  | 5 667(+0,19%)  | 28(=)           |
| 22-12-2020                                            | 22-12-2020 |  | 5 683(+0,28%)  | 28(=)           |
| ⋮                                                     |            |  |                |                 |
| 27-12-2020                                            | 27-12-2020 |  | 5 726(N.D.)    | 28(N.D.)        |
| 28-12-2020                                            | 28-12-2020 |  | 5 736(+0,17%)  | 29(+3,6%)       |
| 29-12-2020                                            | 29-12-2020 |  | 5 754(+0,31%)  | 29(=)           |
| Fonte: - Landlæknir bollettini giornalieri e Covid.is |            |  |                |                 |

## Misure preventive
Il 24 gennaio l'Ufficio di Sanità islandese ha annunciato l'attuazione di misure preventive atte a ridurre il contagio la diffusione della COVID-19. Tutti i passeggeri in arrivo all'aeroporto internazionale di Keflavík, asintomatici o con sintomi respiratori, che erano stati nelle zone di Wuhan nei precedenti 14 giorni venivano sottoposti ad accertamenti clinici.
Dal 2 marzo le istituzioni esortano gli operatori sanitari ad evitare viaggi e di rimanere nel Paese per fornire immediata assistenza in caso di necessità.
Nonostante al 12 marzo non fosse in vigore nessuna limitazione o divieto ufficiale riguardante gli assembramenti in pubblico, molti furono gli organizzatori che decisero di rimandare o direttamente annullare eventi futuri, come nel caso della conferenza annuale di studi umanistici organizzata dall'Università d'Islanda, che si sarebbe dovuta tenere il 13 e 14 marzo.
Il 13 marzo le autorità islandesi attuano il primo divieto di assembramenti in pubblico, prevedendo divieti di incontri con più di 100 persone, così come la chiusura di tutte le università e scuole secondarie. Successivamente, vennero rilasciati altri annunci per sottolineare alcuni aspetti fondamentali, tra i quali:
- non sarebbe stata prevista nessuna carenza di cibo o medicine;[54]
- scuole elementari, materne e asili nido non avrebbero chiuso, nonostante l'attuazione di misure stringenti relativi agli assembramenti negli ambienti scolastici;
- al contrario, tutte le scuole di ogni ordine e grado nell'area di Reykyavík avrebbero chiuso a partire dal 16 marzo.[55]

Il 18 marzo l'Islanda considera qualsiasi territorio estero come "area ad alto rischio contagio", scoraggiando la popolazione ad effettuare viaggi ed incoraggiando tutti i connazionali ancora all'estero a ritornare al più presto in patria. Tutti i residenti in Islanda di ritorno dall'estero vengono ora messi automaticamente in quarantena.
Il 21 marzo, nella zona di Vestmannaeyjar, vengono attuate misure più restrittive relative agli assembramenti, proibendo incontri con più di 10 persone. Nel distretto di Húnaþing vestra vengono attuate misure ancora più restrittive, obbligando tutti i cittadini a rimanere in casa e ad uscire solo per motivi di estrema necessità.
Dalla mezzanotte del 24 marzo, a causa dell'aumento del numero di contagi, vengono emanate restrizioni a livello nazionale riguardanti il divieto di assembramenti di oltre 20 persone. Contestualmente viene richiesta la chiusura di piscine, biblioteche, bar così come tutte quelle attività che non rispettano una distanza di sicurezza pari a due metri, tra i quali parrucchieri, tatuatori, etc.

## Prevenzione
L'Istituto di Sanità islandese ha da subito attuato una quarantena domiciliare fiduciaria per tutti i residenti di ritorno da zone definite "ad alto rischio di contagio", tra le quali Italia e Austria, effettuando tamponi come principale mezzo di prevenzione della trasmissione tra la nazione. Sono state testate un numero congruo di passeggeri in arrivo da zone a rischio, con la speranza che un rilevamento precoce dell'infezione potesse prevenire la sua diffusione. L'alto numero di infetti, inoltre, non è sinonimo di prevalenza di COVID-19 in Islanda.
Vi fu inizialmente una preoccupazione tra gli impiegati sottoposti a quarantena domiciliare riguardante il diritto alle ferie retribuite durante il periodo di quarantena. Venne annunciato il 5 marzo che l'epidemia di COVID-19 avrebbe apportato modifiche alla legislazione islandese nelle successive settimane.
Viene istituito il numero di emergenza 1700 (+354 544–4113 per gli stranieri), da contattare in caso di riscontro di sintomi anche lievi. Vengono, oltretutto, intimati tutti coloro con sintomi accertati o sospetti di COVID-19 di evitare di recarsi agli ambulatori o ospedali senza prima aver riferito tutto al numero d'emergenza, in modo da poter evitare la diffusione verso pazienti più vulnerabili.
Vengono individuate, in delle strutture ricettive di Reykyavík, anche delle strutture per la quarantena per tutti gli individui non in grado di sottoporsi a quarantena domiciliare (come i cittadini stranieri). Tutti i sottoposti a quarantena domiciliare o isolamento potranno contare sull'aiuto della Croce Rossa islandese, la quale fornisce loro bene di prima necessità. Anche la Croce Rossa istituisce un numero per le emergenze, il 1717 (+354 580 1710 per numeri stranieri), che può essere contattato da tutti coloro in quarantena o isolamento che necessitano di aiuto, attiva 24 ore su 24.
Nonostante inizialmente i tamponi venissero effettuati nei domicili dei presunti infetti, a seguito di un incremento dei casi venne deciso di posizionare delle unità mobili al di fuori degli ambulatori per testare i possibili infetti. Tutti coloro che, invece, non presentano sintomi gravi ma avevano la necessità di effettuare un tampone dovevano contattare il 1700/+354 544–4113 per prenotare il test.
In seguito, a causa di una carenza di tamponi, viene ridotto notevolmente il volume di test effettuati in Islanda, ostacolando e vanificando tutti gli sforzi effettuati fino ad ora per controllare e tracciare i pazienti. Venne annunciato il 22 marzo di un ordine di 5000 tamponi, in arrivo la settimana successiva, in seguito ridotto a 3000 tamponi. Il 6 marzo viene annunciata la scoperta inaspettata di 6000 tamponi in un magazzino.